# Akçakoyunlu, Sungurlu
Akçakoyunlu là một xã thuộc huyện Sungurlu, tỉnh Çorum, Thổ Nhĩ Kỳ. Dân số thời điểm năm 2010 là 59 người.